# エルマー・ウェイン・ヘンリー
エルマー・ウェイン・ヘンリー・ジュニア（英語: Elmer Wayne Henley Jr., 1956年5月9日 - ）は、アメリカ合衆国の連続殺人犯であり、 テキサス州刑事司法省 （TDCJ）システムに投獄されている。

## 概要
大量殺人の主犯であるディーン・コールに従い、1970年から1973年の間に最低でも28人の若者を誘拐し、拷問やレイプなどの後に殺害、ヒューストンの大量殺人事件と呼ばれる殺人事件に関与した。ヘンリーとデイヴィッド・オーウェン・ブルックス（当時10代のもう一人の共犯者、2020年8月28日に新型コロナウイルス感染症に罹患し死亡。）は、共謀して犠牲者の多くをコールの家に引き付けた。
1973年8月8日にコールを射殺し、警察に出頭した。
ヘンリーは1974年7月16日に有罪判決を受け :219 、大量殺人事件の共犯として事件に関与したとのことで懲役594年（殺害に関与した被害者1人あたり99年の6倍）の刑期に服している。  :158

## メディア

### 映画
- ヒューストンの大量殺人事件に大まかに触発された映画「 フリークアウト 」が2003年に公開された。 映画はブラッド・ジョーンズが監督を務め、ディーン・コール役も演じた。 この映画は、主にディーン・コールの人生の最後の夜に焦点を当てている。 ジョーンズのパフォーマンスは高く評価されていたが、映画は主に好意的なレビューに合わせている [5]
- 2014年に公開されたヒューストンの大量殺人事件に直接基づいたジョシュ・バルガス監督の映画、狂人の世界で[6]、ディーン・コールとデイヴィッド・オーウェン・ブルックスとの関わりの前、最中、直後とエルマー・ウェイン・ヘンリーの人生に直接基づいている [7] 。映画の限定版は2017年に公開された。

### 書誌
- クリスチャン、キンバリー（2015）。 高地の恐怖：ヒューストンの大量殺人事件の実話 。 CreateSpace。 ISBN 978-1-515-19072-1 。
- ガーウェル、ジョン・K（1974）。 ヒューストンでの大量殺人 。 コードバンプレス。
- ハンナ、デビッド（1975）。 収穫の恐怖：ヒューストンでの大量殺人 ベルモントタワー 。
- Olsen, Jack (1974). The Man with the Candy: The Story of the Houston Mass Murders. Simon & Schuster. ISBN 978-0-7432-1283-0  Olsen, Jack (1974). The Man with the Candy: The Story of the Houston Mass Murders. Simon & Schuster. ISBN 978-0-7432-1283-0  Olsen, Jack (1974). The Man with the Candy: The Story of the Houston Mass Murders. Simon & Schuster. ISBN 978-0-7432-1283-0
- ローズウッド、ジャック（2015）。 Dean Corll：The Houston Story of The Houston Mass Murders 。 CreateSpace ISBN 978-1-517-48500-9

### テレビ
- 1982年のドキュメンタリー「キリングオブアメリカ」では、一連の事件に関するセクションが取り上げられている。
- FactualTVは、Corllと彼の共犯者による殺人に焦点を当てたドキュメンタリーを企画した。ドクター・シャロン・デリックは、ドキュメンタリーのためにインタビューを受けた人々の一人。
- ディスカバリーチャンネルは、ドキュメンタリーシリーズ「 Most Evil」内でヒューストンマスマーダーズに焦点を当てたドキュメンタリーを放送。 「マニピュレーター」というタイトルのこのドキュメンタリーは、2014年12月に放送された。 [8]
- 2017年のNetflixシリーズのMindhunterのシーズン2のエピソード4は、ヘンリー（ロバートアラマヨによって描かれた）とのインタビューを含むストーリーラインに従う。

## 参照資料
1. ↑  Eugene Register-Guard Jun. 28, 1979[リンク切れ]
2. ↑  18歳少年に懲役594年『朝日新聞』昭和49年（1974年）7月17日夕刊、3版、11面
3. ↑  Serial Killers ISBN 0-7835-0000-9 p.111
4. 1 2  Olsen, Jack (1974). The Man with the Candy. Simon and Schuster. ISBN 978-0-7432-1283-0
5. ↑  IMDb Freak Out plot summary
6. ↑  Rouner, Jeff (2013年12月4日). “Real Horror: Local Filmmaker Brings the Horrific Crimes of Dean Corll to the Silver Screen”. Houston Press 2015年10月16日閲覧。
7. ↑  “In a Madman's World”.   Uk.imdb.com. 2013年12月4日閲覧。
8. ↑  “Investigation Discovery Reveals Who Is Most Evil with Leading Forensic Psychologist Dr. Kris Mohandie – On Sunday, December 7”. Discovery Communications. (2014年11月24日) 2015年10月17日閲覧。